# Емігранти (фільм)
«Емігранти» (швед. Utvandrarna) — шведський художній фільм 1971 року режисера Яна Густава Труеля.

## Ролі виконували
- Макс фон Сюдов — Карл-Оскар Нільсон
- Лів Ульман — Христина Нільсон
- Еді Ексберг — Роберт Нільсон
- Моніка Зеттерлюнд — Ульріка
- Йоган Алан Едваль — Даніель